# Зороастрийский календарь
Зороастри́йский календа́рь — солнечный календарь, используемый последователями зороастризма в религиозной и общественно-культурной жизни. В его основу положена последовательность 12 тридцатидневных месяцев, в которых каждый день назван в честь той или иной почитаемой в зороастризме сущности: Ахура-Мазды, Амешаспандов и язатов. Отличительной особенностью календаря является отсутствие понятия недели. В древности зороастрийский календарь был широко распространён в Иране, Средней и Малой Азии. В современном Иране его преемником является иранский календарь.

## Древнейшая структура: Гаханбары
Древнейшая структура древнеиранского календаря, которым пользовались во времена Заратуштры, просматривается в зороастрийских «гаханбарах» — шести сезонных праздниках, по сию пору почитающихся зороастрийцами главными праздниками их религии. Календарь древних иранцев, подобно древнеиндийскому, состоял из шести сезонов (авест. ratu-, ср. инд. Риту, санскр. ṛtu-), к которым и были привязаны сезонные праздники. В древности исчисление продолжительности года не отличалось точностью и даты наступления сезонов могли варьировать в разные годы. В современном же зороастрийском календаре гаханбары оказались чётко привязаны к определённым месяцам и дням. Бундахишн чётко закрепляет, сколько дней проходит от одного гаханбара до другого. За каждым гаханбаром традиция закрепила одну из шести творения, совершавшегося, согласно Бундахишну, Ахура Маздой в течение одного года. Из-за подвижек календаря, происходивших в древности и вызванных внедрением 5 вставных дней после основных 360 дней года, за каждым праздником-гаханбаром традиционно закрепился не один, а 5 дней.
Современные даты наступления гаханбаров по календарю фасли (см. ниже), приведённому в соответствие с тропическим годом, в целом примерно соответствуют времени празднования гаханбаров в древнюю эпоху:
|    | Авестийское название | Современное персидское название | Значение                               | Традиционная характеристика                            | Творение в телесном мире | Соответствие датам григорианского календаря (по фасли) | Предшествующий период (в днях) |
| -- | -------------------- | ------------------------------- | -------------------------------------- | ------------------------------------------------------ | ------------------------ | ------------------------------------------------------ | ------------------------------ |
| 1. | maiδyōizarəmā-       | medeyo-zarm                     | середина весны                         | молочный                                               | небо                     | 30.04 — 04.05                                          | 40                             |
| 2. | maiδyōišəma-         | medeyo-šaham                    | середина лета                          | пастбищный                                             | вода                     | 29.06 — 03.07                                          | 55                             |
| 3. | paitišhahya-         | paiti-šahim                     | жатва хлеба                            | хлебный                                                | земля                    | 12 — 16.09                                             | 70                             |
| 4. | ayāθrima-            | ayāsarm                         | (время) без выгона (скота на пастбище) | поворот (дней), (время) оплодотворения самцами (самок) | растения                 | 12 — 16.10                                             | 25                             |
| 5. | maiδyāirya-          | mediyā-ram                      | середина сезона (года?)                | холодный                                               | скот                     | 31.12 — 04.01                                          | 75                             |
| 6. | hamaspaθmaēdā-       | hamaspet-medeyom                | равноденствие ?                        | исполнение обрядов (в честь фраваши)                   | человек                  | 16 — 20.03                                             | 70                             |

## Дни и месяцы календаря
Отличительной особенностью зороастрийского календаря является то, что названия имеют не только месяцы, но и дни в месяце. Наименование месяцев и дней в календаре имеет большое религиозное значение для зороастрийцев. Оно наглядно показывает классификацию и иерархию божественных сущностей и устанавливает порядок исполнения богослужения, молитв и религиозных традиций. Пехлевийские тексты устанавливают список рекомендуемых дел для каждого дня, список цветов, посвящённых язату каждого дня и т. д.

### Названия дней
Вышедшие из употребления в современном светском иранском календаре и использующиеся только зороастрийцами называния 30 дней каждого месяца являются, тем не менее, одним из древнейших пластов в структуре зороастрийского календаря. Впервые порядок из 30 имён язатов, соответствующих названиям дней, обнаруживается в тексте авестийской литургии Ясна (Y 16.3-6). Авестийский сборник Сироза (Сирузе) представляет собой совокупность 30 молитвенных блоков, посвящённых 30 божественным покровителям каждого дня месяца.
Открывает перечень день, посвящённый Ахура Мазде. За ним следуют дни шести Амешаспандов, таким образом образуя вместе с первым днём семидневневный блок. Далее идут ещё три блока: первый также из семи дней и два последних — из восьми. Каждый из них начинается «днём Творца», то есть тоже Ахура Мазды, которому в итоге посвящается четыре дня месяца. Эти четыре блока несколько напоминают недели, однако кроме того, что последние из них включают по дополнительному восьмому дню, положение этих «квазинедель» фиксировано по отношению к месяцу. Вторая «неделя» месяца посвящена язатам природных явлений, третья — язатам морали, суда и заступничества, последняя — язатам личного воздаяния.
Данная последовательность дней получила широкое распространение по всему иранскому миру, где исповедовался зороастризм. На её основе строился календарь в Парфии, Сасанидском Иране, Хорезме и Согдиане. Все среднеиранские названия происходят из авестийских имён, стоящих в родительном падеже, то есть из словосочетаний типа *miθrahe (ayarə) — «(день) Митры».
|     | Авестийский (род.пад.) | Согдийский (транслитерация) | Хорезмийский (транслитерация) | Среднеперсидский | Современный персидский | Значение                                 |
| --- | ---------------------- | --------------------------- | ----------------------------- | ---------------- | ---------------------- | ---------------------------------------- |
| 1.  | ahurahe mazdå          | xwrmztʾ                     | rymžd                         | ohrmazd          | (h)ormazd / (h)ormoz   | Ахура Мазда, Бог                         |
| 2.  | waŋhəˉuš manaŋō        | ʾxwmnʾ                      | ʾxmyn                         | wahman           | bahman                 | Благой Помысел                           |
| 3.  | ašahe wahištahe        | ʾrdʾwxwšt                   | ʾrdwšt                        | ardwahišt        | ordībehešt             | Истина Наилучшая                         |
| 4.  | xšaθrahe wairyehe      | ʾxšywr                      | ʾxšrywry                      | šahrewar         | šahrīvar               | Власть Желанная                          |
| 5.  | spəntayå ārmatōiš      | ʾspntʾrmt                   | ʾspndrmʒy                     | spandārmad       | esfand(ārmaδ)          | Святое Благочестие                       |
| 6.  | haurwatātō             | ʾrtʾt                       | xrwdʾδ                        | xordād           | xordād                 | Целостность                              |
| 7.  | amərətatātō            | mrtʾt                       | ʾmdʾδ                         | amordād          | amordād                | Бессмертие                               |
| 8.  | daθušō                 | δtš / (ʾʾš) δyšcyy          | dδw                           | day-pad-ādur     | dey-be-āδar            | Творец (перед Огнём)                     |
| 9.  | āθrō                   | ʾʾš                         | ʾrw                           | ādur             | āδar                   | Огонь                                    |
| 10. | āpąm waŋuhīnąm         | ʾʾpwx                       | yʾbʾxn                        | ābān             | ābān                   | Благие Воды                              |
| 11. | hwarəxšaētahe          | xwr                         | ʾxyr                          | xwar             | xor/xur (xoršid)       | Солнце                                   |
| 12. | måŋhahe                | mʾx                         | mʾx                           | māh              | māh                    | Луна                                     |
| 13. | tištryehe              | tyš                         | cyry                          | tīr              | tir                    | Тиштрия, звезда Сириус                   |
| 14. | gəˉuš (urune)          | γwš                         | γwš                           | gōš(urwān)       | guš                    | Бык (Душа Быка)                          |
| 15. | daθušō                 | (mzyx) δtš / δyšcyy         | dδw                           | day-pad-mihr     | dey-be-mehr            | Творец (перед Митрой)                    |
| 16. | miθrahe                | myš / βγy                   | myγ                           | mihr             | mehr                   | Митра (дружба, договор, любовь)          |
| 17. | sraošahe               | srwš                        | ʾsrwš                         | srōš             | soruš                  | Послушание                               |
| 18. | rašnaoš                | ršn                         | ršn                           | rašn             | rašn                   | Судья                                    |
| 19. | frawašinąm             | frwrtn                      | rwʒy                          | frawardīn        | farvardin              | Фраваши (предсотворённые души-защитники) |
| 20. | wərəθraγnahe           | wšγnʾ                       | wryγn                         | wahrām           | bahrām                 | Победоносность                           |
| 21. | rāmanō                 | rʾm                         | rʾm                           | rām              | rām                    | Мир, спокойствие                         |
| 22. | wātahe                 | wʾt                         | wʾδ                           | wād              | bāδ                    | Ветер, воздух                            |
| 23. | daθušō                 | δtš / δyšcyy                | dδw                           | day-pad-dēn      | dey-be-din             | Творец (перед Верой)                     |
| 24. | daēnayå                | dynʾk                       | dyny                          | dēn              | din                    | Вера                                     |
| 25. | ašōiš waŋhuyå          | ʾrtxw                       | ʾrʒwxy                        | ard              | ard                    | Благая Награда                           |
| 26. | arštātō                | ʾrštʾt                      | ʾštʾδ                         | aštād            | aštāδ                  | Справедливость                           |
| 27. | ašnō                   | (ʾ)smʾn                     | ʾsmʾn                         | asmān            | āsmān                  | Небо                                     |
| 28. | zəmō                   | (ʾ)zmwxtwγ                  | zʾδ                           | zamyād           | zāmyāδ                 | Земля                                    |
| 29. | mąθrahe spəṇtahe       | mnspnd                      | mrspnd                        | māraspand        | māraspand              | Святая Мантра                            |
| 30. | anaγranąm raocaŋhąm    | nγrnh                       | ʾnrγ                          | anagrān          | anīrān                 | Бесконечные сияния                       |

### Названия месяцев
Названия месяцев зороастрийского календаря повторяют 12 из 30 (28) названий дней месяца, однако порядок имён язатов в годовом цикле устроен иначе. Данный порядок месяцев впервые фиксируется в парфянских документах (II в. до н. э. — I в. н. э.), однако форма этих названий свидетельствует об их древнеиранском прототипе. Предполагается, что календарь с 12 месяцами, названными в честь зороастрийских язатов, был провозглашён официальным в Ахеменидской империи при правлении Артаксеркса II (404—358 гг. до н. э.), предположительно в 441 г. до н. э. Строгий солнечный календарь, где месяцы по 30 дней никак не привязаны к фазам Луны, как и сама идея называть месяцы в честь божеств, были позаимствованы из Египта. Древнеегипетский календарь начинался месяцем Тота, в эпоху Ахеменидов приходившийся на начало зимы. Так и новый иранский календарь стал начинаться месяцем Творца Ахура Мазды (современный месяц дей, приходящийся на декабрь-январь). В дальнейшем, однако, начало года было перенесено на традиционное для стран, находившихся под влиянием месопотамской культуры, весеннее равноденствие, отмечаемое сегодня как Новруз (обычно 21 марта) — начало года в традиционном зороастрийском календаре и первый день месяца фарвардин.
Считается, что практика называния дней месяца в честь язатов была также скопирована с египетского календаря. Однако в отличие от списка 30 дней месяца, названия 12 месяцев года не зафиксированы в Авесте (можно только экстраполировать их авестийские имена) и они получили распространение только в западной части иранского мира. В Согдиане названия месяцев были принципиально иными, в Древнем Хорезме бытовали различные названия: 1) собственные, близкие к согдийским; 2) сложившиеся под западноиранским влиянием (представлены ниже в таблице) и 3) прямо заимствованные из парфянского.
Зороастрийский календарь из 12 месяцев по 30 дней распространился также среди жителей Каппадокии, что хорошо видно из имён месяцев каппадокийского календаря, зафиксированного греческими авторами.
В настоящее время этот порядок месяцев продолжает использоваться не только зороастрийцами, но и всеми иранцами — в гражданском иранском календаре. Год традиционно разделяется на сезоны: первая тройка месяцев — весна, вторая — лето, третья — осень, четвёртая — зима.
|     | Авестийский       | Каппадокийский календарь       | Парфянский | Хорезмийский          | Среднеперсидский | Совр. персидский | Значение                     |
| --- | ----------------- | ------------------------------ | ---------- | --------------------- | ---------------- | ---------------- | ---------------------------- |
| 1.  | frawašinąm        | (αρτανα) «праведные (фраваши)» | prwrtyn    | (nwsrʒy) «новый год»  | frawardīn        | farvardin        | Фарвардин, месяц фраваши     |
| 2.  | ašahe wahištahe   | αρτηυεστη                      | ʾrdwšt     | ʾrtywhšt              | ardwahišt        | ordībehešt       | Ордибехешт, Истина Наилучшая |
| 3.  | haurwatātō        | αροατατα                       | hrwtt      | xrwdʾδ                | xordād           | xordād           | Хордад, Целостность          |
| 4.  | tištryehe         | τειρει                         | tyry       | cyry                  | tīr              | tir              | Тир, Тиштрия                 |
| 5.  | amərətatātō       | αμαρτατα                       | hmrtt      | ʾmdʾδ                 | amordād          | (a)mordād        | Мордад, Бессмертие           |
| 6.  | xšaθrahe wairyehe | χαθριορη                       | ʾxšrywry   | ʾxštry(wr)            | šahrewar         | šahrīvar         | Шахривар, Власть Желанная    |
| 7.  | miθrahe           | μιθρη                          | mtry       | ʾwmry                 | mihr             | mehr             | Мехр, Митра                  |
| 8.  | āpąm waŋuhīnąm    | απομεναπα                      | ʾbxwny     | yʾbʾxn                | ābān             | ābān             | Абан, Воды                   |
| 9.  | āθrō              | αθρα                           | ʾtrw       | ʾrw                   | ādur             | āδar             | Азар, Огонь                  |
| 10. | daθušō            | δαθουσα                        | dtš        | (rymžd) «Ахура Мазда» | day              | dey              | Дей, Творец                  |
| 11. | waŋhəˉuš manaŋō   | οσμανα                         | ʾxmyn      | whwmn                 | wahman           | bahman           | Бахман, Благой Помысел       |
| 12. | spəntayå ārmatōiš | σονδαρα                        | spndrmty   | ʾspndrmʒy             | spandārmad       | esfand(ārmaδ)    | Эсфанд, Святое Благочестие   |

### Вставные дни
Вместе с солнечным двенадцатимесячным календарём из Египта была заимствована и традиция вставлять 5 дней в добавление к 360 (12 х 30) для приближения календарного года к реальному солнечному — так называемых «эпагоменов». В иранской традиции они называются andargāh («вставное время») или panǰe-ye weh («благая пятёрка») и традиционно вставляются после последнего месяца года (эсфанда) перед Новрузом. Эти пять дней приходятся на дни гаханбара Хамаспет-медейом, в который, согласно зороастрийской религии, фраваши умерших спускаются навестить живых родственников. Каждый из пяти дней называется в честь одной из пяти Гат пророка Заратуштры.
|    | Авестийский        | Современный персидский  |
| -- | ------------------ | ----------------------- |
| 1. | ahunawaiti gāθā    | ahnud gāh (ahnavad gāh) |
| 2. | uštawaiti gāθā     | oštavad gāh             |
| 3. | spənta mainyu gāθā | sepantāmad gāh          |
| 4. | wohu xšaθra gāθā   | vohuxšatr gāh           |
| 5. | wahištōišti gāθā   | vahištoišt gāh          |

## Интеркаляции
Поскольку тропический год содержит не 365 дней, а 365,242199, разница в 0,242199 дней будет сдвигать начало годового цикла 365-дневного календаря вперёд по сезонам. Чтобы компенсировать разницу, при сасанидских владыках для религиозного календаря производилась «интеркаляция» (пехл. wihēzag «подвижка») — вставка дополнительного, тринадцатого месяца в каждый 120-й (по другим данным 116-й) год. Предполагается, что подобные вставки проводились и раньше. В Денкарде (III, 419) подробно описывается, как накапливается разница и как её компенсировать. Интересно замечание Бируни в «Памятниках минувших поколений», почему персидские зороастрийцы не компенсировали накапливающуюся четверть дня каждые четыре года дополнительным днём, как это делается в юлианском календаре. Дело в том, что в зороастрийском календаре каждый день носит имя покровительствующего ему язата, которого следует поминать в молитве, а дополнительному «лишнему» дню не будет имени и покровительства. В то время как дополнительный тринадцатый месяц назывался Спандармад-вихезаг (пехл. spandārmad-wihēzag) — «вставной спандармад». Бируни пишет, что в этот месяц царь отменял налог харадж.

## Постсасанидские календари

### Шахеншахи
Как отмечает Бируни, после падения Сасанидов календарная наука в Иране, лишённая государственной поддержки и требовавшая больших организационных и материальных ресурсов, пришла в упадок и интеркаляционные месяцы перестали вставляться. Тем не менее последний раз персидское зороастрийское сообщество объединёнными усилиями привело в соответствие начало года (Новруз) с весенним равноденствием в 375 году Йездигерда, приходящемся на 1066 г. н. э. Переселившиеся в Гуджарат зороастрийцы, известные как парсы, сумели продолжить эту традицию около 1126-29 гг. Однако в последующих поколениях она была забыта, и на протяжении веков календарь парсов состоял из годов по 365 дней, из-за чего начало года стало двигаться вперёд. Традиционно данный календарь называется Шахеншахи или Шеншаи (гудж. ષૅન્ષાયી), то есть «царский» — по отсчёту годов от вступления на престол последнего сасанидского шаха Йездигерда. В настоящее время этого календаря придерживается значительная часть парсов. Новруз календаря Шеншаи опережает весеннее равноденствие уже на 7 месяцев и приходится на август.

### Кадми
Оказавшиеся в ещё более сложных условиях зороастрийцы Ирана не проводили интеркаляций с 1066 г. Таким образом, после XII в. их календарь стал отставать от парсийского на один месяц, что усугублялось периодом взаимной изоляции двух общин. Около 1720 года иранский мобед Джамасп Пешутан Велати совершил путешествие в Гуджарат, где, посетив единоверцев, он обнаружил данную разницу в один месяц. Это привело парсийское сообщество Сурата в замешательство. Поскольку авторитет Ирана как «родины» и «ортодоксии» был в их глазах незыблем, парсийские священники Сурата решили, что в их календарь закралась ошибка. Именно эти священнослужители стали ратовать за приведение календаря парсов в соответствие с иранским зороастрийским календарём, названным парсами Кадми (гудж. કદ્મી «древний»), то есть якобы исконным и правильным. Агитация имела успех только среди части парсов, официально принявших календарь Кадми 6 июня 1745 г. В настоящее время Новруз календаря Кадми опережает весеннее равноденствие на 8 месяцев и приходится на июль.

### Фасли или Бастани
Постепенно парсы по мере повышения образованности и изучения наследия своей религии стали приходить к заключению, что оба календаря, и Шеншаи, и Кадми, происходят от ошибки, вызванной забвением традиции интеркаляции вставного месяца, и кроме того, давно не соответствуют истинным природным сезонам. В 1906 году парс Кхуршеджи Кама основал в Гуджарате Зартошти Фасли Сал Мандал (гудж. જર્તોષ્તી ફસ્લી સાલ મન્દલ «Зороастрийское общество сезонного календаря»), разработавшее новый зороастрийский календарь, приводящий Новруз в соответствие с весенним равноденствием, и ратовавшее за его внедрение в бытовую и обрядовую практику. Принципиально календарь Фасли базируется на календарной модели иранского светского календаря, называемого Джалали, разработанного к 1079 году при участии Омара Хайяма при сельджукидском султане Мелик-шахе I. Как и в последнем, в Фасли раз в четыре года (точнее 8 раз в 33 года) вставляется дополнительный 366-й день. Вставной день носит имя Авардад-сал-гах (перс. اورداد‌سال‌گاه‎) и следует сразу за пятью днями Гат перед Новрузом. Несмотря на лучшее соответствие природным явлениям и прогрессивность, календарь Фасли обрёл довольно мало приверженцев среди парсов. Большинство индийской общины посчитало его противоречащим традиции.
Посетивший парсийских единоверцев в начале XX в. Кейхосров Шахрох, выдающийся зороастрийский иранский общественный деятель и член парламента, был сильно впечатлён развившимся в Индии движением Фасли. В 1925 г. иранский парламент в том числе по его инициативе официально утверждает зороастрийские названия месяцев для иранского календаря, а в 30-х годах им разворачивается кампания по переходу зороастрийцев Ирана на календарь Фасли, называемый в Иране также Бастани (перс. باستانی‎), то есть «древний», поскольку пусть и новыми средствами он восстанавливает древний «правильный» год.
В 1939 году на этот календарь официально перешли зороастрийцы Тегерана, и Фасли быстро распространился среди большинства зороастрийцев Ирана. Тем не менее многие ортодоксальные зороастрийские общины до сих пор придерживаются календаря Кадми, прежде всего зороастрийцы Шарифабада в остане Йезд.

## Эры
Для сасанидского времени был характерен отсчёт годов от начала царствования очередного царя. Когда сасанидская монархия рухнула под ударами арабов, зороастрийцы продолжили счёт годов последнего шаха Йездигерда III. Эра Йездигерда (AY) отсчитывает года от 632 г. н. э. Таким образом, например, 2010 год григорианского календаря соответствует 1379 г. эры Йездигерда.
Персидский исследовать Забих Бехруз (1889—1971) принял за дату провозглашения Заратуштрой своей религии начало эпохи Овна. Многие зороастрийцы приняли вычисления Бехруза, и считают 1737 год до н. э. началом зороастрийской эры. По этому счёту 2010 г. соответствует 3748 году зороастрийской эры.